# Piszczac
Piszczac is een dorp in het Poolse woiwodschap Lublin, in het district Bialski. De plaats maakt deel uit van de gemeente Piszczac en telt 2100 inwoners.